# 2012年エジプト大統領選挙
2012年エジプト大統領選挙（2012ねんエジプトだいとうりょうせんきょ、アラビア語: انتخابات الرئاسة المصرية 2014）は、エジプト・アラブ共和国において2011年の革命後はじめて行われた大統領選挙である。エジプト史上初めて当選者があらかじめ決まっていない、自由選挙かつ直接選挙によって元首を選出する選挙であり、アラブの春が引き起こした一連の革命の一つの着地点が示される選挙として注目を集めることとなった。
1回目の投票は5月23日と翌24日で、過半数を獲得する候補者がいなかったため、6月16日と17日に上位2名による決選投票が執行された。この結果、ムハンマド・ムルシーが当選した。任期は4年間。

## 概要
1981年以降、30年以上にわたって政権を維持してきたホスニー・ムバーラクは2011年1月に発生した反政府デモを受け退陣を余儀なくされ、エジプト軍最高評議会による暫定統治が行われた。その後は民政移管に向けた準備が進められ、2011年11月28日から2012年1月3日まで3回に分けて投票が行われた人民議会選挙ではイスラム教系の政党が7割を占め圧勝する結果となった。508議席中、過半数近い235議席を獲得し第1党となった自由と公正党、121議席を獲得し第2党となったヌール党はいずれもイスラム系の政党である。
2012年2月29日、選挙管理委員会は大統領選挙を5月23、24日に行うことを決定。過半数を得た候補者がいない場合は決選投票（二回投票制に基づく）を6月16、17日に行うことも同時に発表した。選挙には23人が立候補を届け出たが、このうち10人は失格となり（後述）、最終的には12人による争いとなった。選挙はいわゆる世俗派とイスラム主義者が対決する構図となり、有権者は5000万人を超え、1万3000箇所の投票所が設けられた。

## 候補者

### 登録された候補者
ここでは主な候補者を挙げる。
| 氏名                                 | 肖像 | 第1回投票 得票数/得票率 | 所属政党   | 備考                                         |
| ------------------------------------ | ---- | ----------------------- | ---------- | -------------------------------------------- |
| ムハンマド・ムルシー                 |      | 5,764,952 24.77％       | 自由公正党 | 自由公正党党首。                             |
| アフマド・シャフィーク               |      | 5,505,327 23.66％       | 無所属     | 元空軍司令官、元首相、元民間航空相。世俗派。 |
| ハムディーン・サッバーヒー           |      | 4,820,273 20.71％       | 尊厳党     | 左派系。ナセリスト。                         |
| アブドルモネイム・アブールフトゥーフ |      | 4,065,239 17.47％       | 無所属     | 元ムスリム同胞団幹部。                       |
| アムル・ムーサ                       |      | 2,588,850 11.12％       | 無所属     | 元外相、アラブ連盟前事務局長。世俗派。       |

### 登録不許可とされた候補者
本選挙では立候補を表明した23人のうち10人は立候補資格がないなどの理由で失格と判定され、該当者は48時間以内に不服を申し立てることができたが、以下の候補は異議申し立てを認められず出馬できなかった。
| 氏名                             | 肖像 | 備考 |
| -------------------------------- | ---- | --- |
| オマル・マフムード・スレイマーン |      | 前副大統領、元情報長官。立候補に必要な3万人の署名を大きく上回る7万2000人分の署名を1日で集めたとされたが、15の県（行政区）より署名を集めるとの要件を満たしていないとされた。 |
| ハーゼム・アブーイスマーイール   |      | スンナ派原理主義の一派サラフィー主義系。候補者本人及び両親と妻はエジプト国外の市民権を持つことができないが、母親が外国籍を持っているとされ失格。                            |
| ハイラト・シャーテル             |      | 実業家、ムスリム同胞団元副団長。2011年3月に服役を終えたばかりだが、出馬のためには刑期終了から6年以上経過している必要があるとして失格。                                      |
| アイマン・ヌール                 |      | 革命の明日党党首。2005年の大統領選挙にも出馬。 |

2012年4月中旬にいわゆる「分離法」が制定され、ムバーラク政権時代の後半10年間に幹部であった者の政治活動が禁じられることとなった。これは議会多数を占めるイスラム系政党がシャフィーク元首相を狙ったものとされ、実際にシャフィークが立候補を表明すると選管は同法を根拠に失格とした。しかし異議申立てが認められ、立候補が可能となり、最高憲法裁判所に判断が委ねられた。その後の第1回目投票でシャフィークは2位となる。同年6月13日、最高憲法裁は同法を憲法違反とし、無効とした。これによりシャフィークに立候補資格があることが確定した。

### 意欲を示しながら立候補しなかった人物
| 氏名                   | 肖像 | 備考                                                                                                 |
| ---------------------- | ---- | --- |
| モハメド・エルバラダイ |      | 国際原子力機関(IAEA)第4代事務局長。大統領選挙出馬に意欲を示していたが、2012年1月14日に不出馬を表明。 |

## 選挙結果

### 第1回投票
第1回投票は予定どおり5月23日午前8時より開始された。エジプトにとって史上初の自由投票の大統領選挙となったこともあり、投票所には長蛇の列ができた。選挙後、不正があったとしてアフマド・シャフィーク、ハムディーン・サッバーヒー、アブドルモネイム・アブールフトゥーフ、アムル・ムーサの4候補などから合計7件の不服が申し立てられたが、いずれも選挙結果には影響しないものとして却下された。5月28日に選管より公式結果が発表され、その結果過半数を得た候補はなく、イスラム穏健派のムハンマド・ムルシーが1位、元首相のアフマド・シャフィークが2位となり決選投票に進んだ。投票率は46.2％。シャフィークはムバーラク政権下で首相を務めていたこともあり、選管による選挙結果発表後には首都カイロのタハリール広場にてシャフィークの決選投票進出に抗議するデモも行われたほか、シャフィークの選挙事務所が放火されるなどした。またカイロ以外でもエジプト各地で抗議デモが行われ、決選投票に進んだ両者のポスターが破られるなど混乱が続いた。

### 決選投票
6月16、17日の決選投票を目前に控えた6月14日、最高憲法裁判所が選挙法に不備があったと認定し、2011年11月から2012年1月にかけて行われた人民議会選挙で当選した議員の3分の1が当選を取り消された。このため軍最高評議会は16日に議会解散を命じた。同選挙で躍進したイスラム系政党の支持を得るムルシーには打撃になるとも報じられた。
決選投票は予定通り6月16日と17日に行われた。16日午前8時より開始され、16日は予定を1時間遅らせ午後9時に終了。イスラム系のムルシーと旧ムバーラク政権の幹部であったシャフィークの一騎討ちとなったことに不満を抱く者は少なくなく、選挙ボイコットや白紙投票を呼びかける運動も一部で行われた。
第1回のムルシーの得票率は25パーセントに満たなかったが、決選投票では、世俗、リベラル、左翼の諸勢力も、反シャフィークのために結束。投票翌日の6月18日にはムルシーが自由と公正党の独自集計により勝利宣言を行ったが、シャフィークはこれを認めずしたとの指摘もあるが、同じくイスラーム系のアブールフトゥーフ（ヌール党が支持）も17%余を得ており、第一回投票においてイスラーム系で約42%に達していた。19日までにシャフィークも勝利を宣言を行い、双方が互いの陣営による不正があったと選挙管理委員会に申し立てる事態となった。当初は6月21日に選管による公式の結果発表が行われる予定であったが、前日になって申し立て内容の精査が必要との理由から、発表を延期。6月24日、ムルシーを当選者と公式発表した。シャフィークは選管の結果を受け入れ、敗北を認めた。

## 国際社会の反応
- 日本 - 玄葉光一郎外務大臣は大統領選挙第一回目投票がほぼ順調に実施されたことを評価。引き続き改革を支持していくと表明[36]。
- アメリカ合衆国 - ヒラリー・クリントン国務長官は、歴史的な大統領選挙であると表現。新政権と協力する用意があると表明した[1]。